# Märta Rosman
Hilda Märta Rosman, född 16 april 1909 i Kalmar, död 27 januari 1992 i Maria Magdalena församling i Stockholm, var en svensk målare, tecknare och grafiker.
Hon var dotter till Sven Rosman och Olivia Maria Johanson. Rosman ägnade sig först åt silversmide, men övergick senare till bildkonsten. Hon studerade målning vid Otte Skölds målarskola i Stockholm 1946 och för Vilhelm Lundstrøm i Köpenhamn 1948 samt under ett antal studieresor till Frankrike, Italien och Spanien där hon periodvis var bosatt på 1950-talet. Separat ställde hon ut på Lilla Paviljongen i Stockholm 1951 och hon medverkade i utställningar med Sveriges allmänna konstförening. Rosman är gravsatt i minneslunden på Börringe kyrkogård.